# Amphimallon sogdianum
Amphimallon sogdianum är en skalbaggsart som beskrevs av Nikolajev 2001. Amphimallon sogdianum ingår i släktet Amphimallon och familjen Melolonthidae. Inga underarter finns listade i Catalogue of Life.